# Греческий национальный костюм

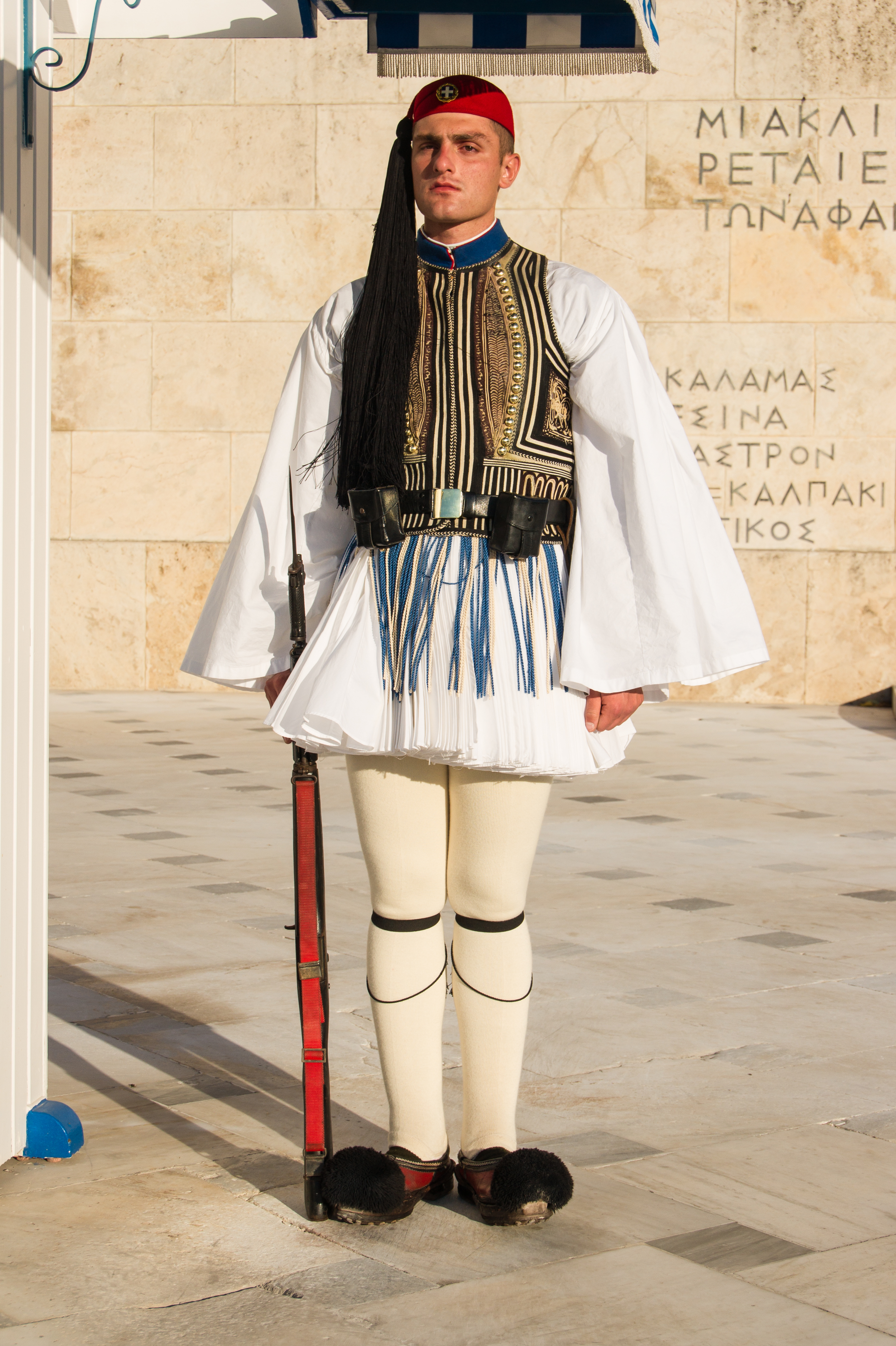
Церемониальный костюм эвзона в почётном карауле у Могилы неизвестного солдата на площади Синтагматос в Афинах

Греческий национальный костюм (греч. Ελληνική εθνική φορεσιά) — сложившийся на протяжении веков традиционный комплекс одежды, обуви и аксессуаров, который использовался греками в повседневном и праздничном обиходе. Он является неотъемлемой частью современной греческой культуры.

## Общая характеристика
Для греческого костюма характерны богатство красок и богатая орнаментированность.
Варианты мужского костюма: широкие в шаге с узкими штанинами штаны — врака (βράκα), широкий чёрный или красный пояс (пояса молодых были ярче, чем у стариков), безрукавка, скреплённая Х-видным украшением — киостеки (κιοστέκι) — перекрещенные цепочки, иногда с бляхой в середине, феска (фареон) или тюрбан; короткая куртка с ложными рукавами и короткая клешёная (до 100 клиньев) юбка — фустанелла, которая служит парадной одеждой гвардейцев. Зимней верхней одеждой служил очень широкий плащ из козьей шерсти и с капюшоном, богачи носили суконные плащи, подбитые овчиной.
Фустанеллы были распространены преимущественно в центральной и южной материковой Греции (после революции 1821 года фустанелла распространилась по всему Пелопоннесскому полуострову), а враки носили преимущественно на островах Эгейского и Ионического морей. Крестьяне материковой Греции вместе с фустанеллой носили узкие и сравнительно короткие штаны.
Женский костюм состоит из туникообразной рубахи с длинной широкой юбкой — фуста (φούστα) и безрукавки и куртки либо с платьем; поверх всегда надеваются богато расшитый передник и широкий пояс с большой серебряной или позолоченной пряжкой — порпи (πόρπη). Под восточным влиянием распространена нарядная распашная одежда из бархата с шитьём. Характерны нагрудные украшения из монет (γιορντάνι). Обувь типа постолов — царухи, на конце мог присутствовать помпон.
В современном виде греческий национальный костюм сформировался к началу XIX века, во время обретения Грецией независимости от Османской империи. Он включает в себя как и элементы, дошедшие со времён Древней Греции, так и турецкие. С обретением независимости и оформлением современной греческой государственности национальный костюм стал неотъемлемым атрибутом новогреческой национальной идентичности. Амалия Ольденбургская, супруга первого греческого короля Оттона создала женский костюм, вобравший в себя главные элементы греческого женского костюма и состоявшего из длинной, до щиколоток юбки (цвет может быть любой, но преобладают пастельные цвета), белой рубахи и расшитой золотом кофты. Это платье, названое по имени королевы, стало весьма популярным (сначала в грекоязычных территориях, контролировавшихся самой Грецией, а затем — в находившихся под контролем османов) и заслуженно считается женским греческим национальным костюмом (в отличие от множества вариантов народного костюма, носившихся женщинами по всей Греции). Не отставал и сам Оттон, на своём примере популяризовавший греческий народный костюм и среди мужчин. Королева Ольга Константиновна, супруга второго греческого короля Георга I ввела греческий национальный костюм в его роскошном варианте в качестве официального придворного костюма.
В начале XX века большинство горожан носило традиционный костюм, но к середине того же века он практически вышел из употребления, он носился лишь пожилыми людьми в сельской местности. Отдельные элементы продолжают носиться у островитян, поскольку в целом национальные черты быта сохраняются на островах в большей степени, чем на материке. Изредка, во время праздников вроде свадеб, традиционный костюм носится и на материковой Греции.
В XIX веке греки-мужчины носили длинные, до плеч, волосы.

## Региональные особенности

### Эпир
Одежда гречанок-эпироток шилась преимущественно из белых тканей, однако передник вышивался чёрными или красными нитями из шёлка или шерсти. На рубаху одевали блузку и расшитую золотом или цветными нитями безрукавку, а поверх — длинную куртку из фетра, украшавшуюся на кайме так же, как и на переднике. На голове носили газовый плат с бахромой или с кантом из золотой мишуры, иногда под него надевали феску с длинной кистью. Костюм жительниц села Вовуса (дим Загори) состоял из чёрного шёлкового плиссированного платья, чёрной же вышитой безрукавки и белого фартука с чёрной бахромой. На голове носили чёрный хлопковый платок, обычно украшавшийся монетами. Кроме того, вокруг рукавов рубахи чуть выше локтя повязывали цветные ленты или шнурки. В области Погони, ныне занимаемой одноимённым димом женщины носили однотонный фартук, завязывавшийся на уровне бедер; в других районах фартуки обычно узорчатые или полосатые.
Головным убором мужчин служили чёрный тюрбан и красная войлочная феска, как и у греков-македонян. Мужчины из Вовусы носили чёрные штаны, белую рубаху с фустанеллой, а поверх — безрукавку «димита» с плиссированными фалдами. Опоясывались мужчины-вовусцы красным или бордовым кушаком, на голове носили шерстяную или войлочную шапку. Мужской костюм области Погони в старину обладал фустанеллой, более новые образцы состоят из белой хлопчатобумажной рубахи, шерстяных штанов, мешковатых вверху и узкие у щиколоток, шерстяного пояса и меховой шапки. Женский же костюм этой же области вполне типичен для Эпира: он включает в себя

### Македония

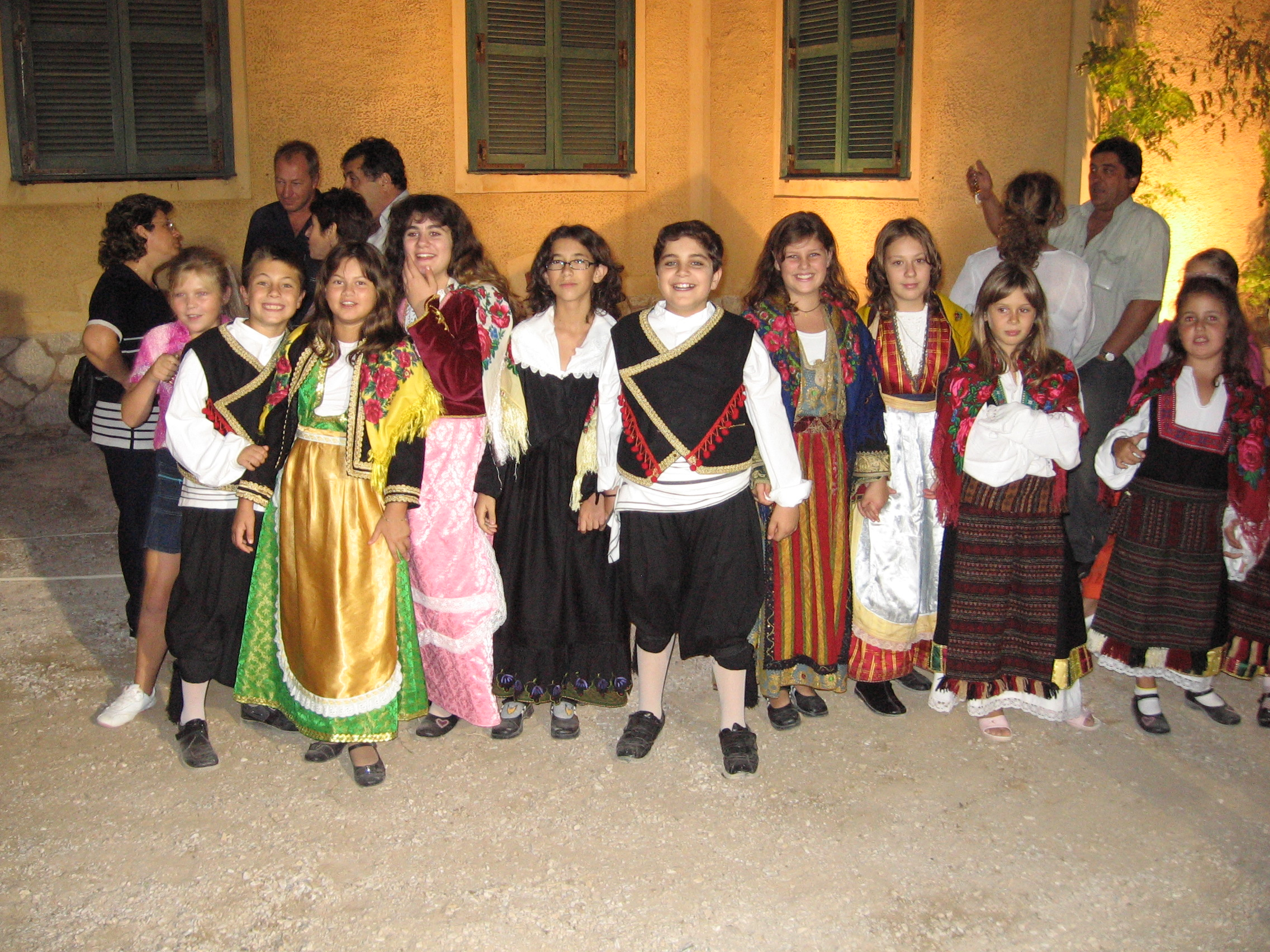
Дети участники народного ансамбля с острова Фасос (Фракия) в традиционных костюмах

Мужской костюм исторической области Эматия, ныне занимаемой одноимённой периферийной единицей и входящей в состав Греческой Македонии является типичным для континентальной Греции. Он состоит из белой рубахи с фустанеллой до колен, белой шапки, носок, безрукавки «дзунари» (греч. ζουνάρι), как и открытой, так и застёгивающейся, куртки, и чёрной войлочной фески с атласным околышем в качестве головного убора. Рубаха вышивалась по вороту, рукавам и разрезу спереди, подол фустанеллы плиссировался с помощью 12 складок. Безрукавка была тёмно-синего или чёрного цвета, расшивалась золотыми нитями и обладала достаточно широким вырезом для демонстрации вышитой рубахи. Зимние безрукавки шились из войлока, летние — из бархата.
Мужской праздничный костюм Эпископи (греч. Επισκοπή, макед. Пископија) в Эматии (не путать с Эпископи на Кипре) состоял из белой рубахи с фустанеллой (греч. πουκάμισο), белых штанов, чёрных безрукавки и кушака. Зимой фустанелла заправлялась в чёрные шерстяные штаны (греч. σαλβάρι). Во время карнавала в Наусе, также входящего в состав Эматии, мужчины и сейчас облачаются в традиционный костюм с фустанеллой, вместе с ним ряженые носят маски и подвески из монет.

### Фракия
Характерной чертой народного мужского костюма Западной Фракии являются тёмные шаровары «путури» (греч. πουτούρι), по которым мужской фракийский костюм и получил своё название — «путурия» (греч. πουτούριa), вместе с ними носили белую рубаху и безрукавку в цвет путури. Путури опоясывались тканым кушаком, цвет которого различался в зависимости от местности: он мог быть красным, бордовым, синим и чёрным.

### Фессалия

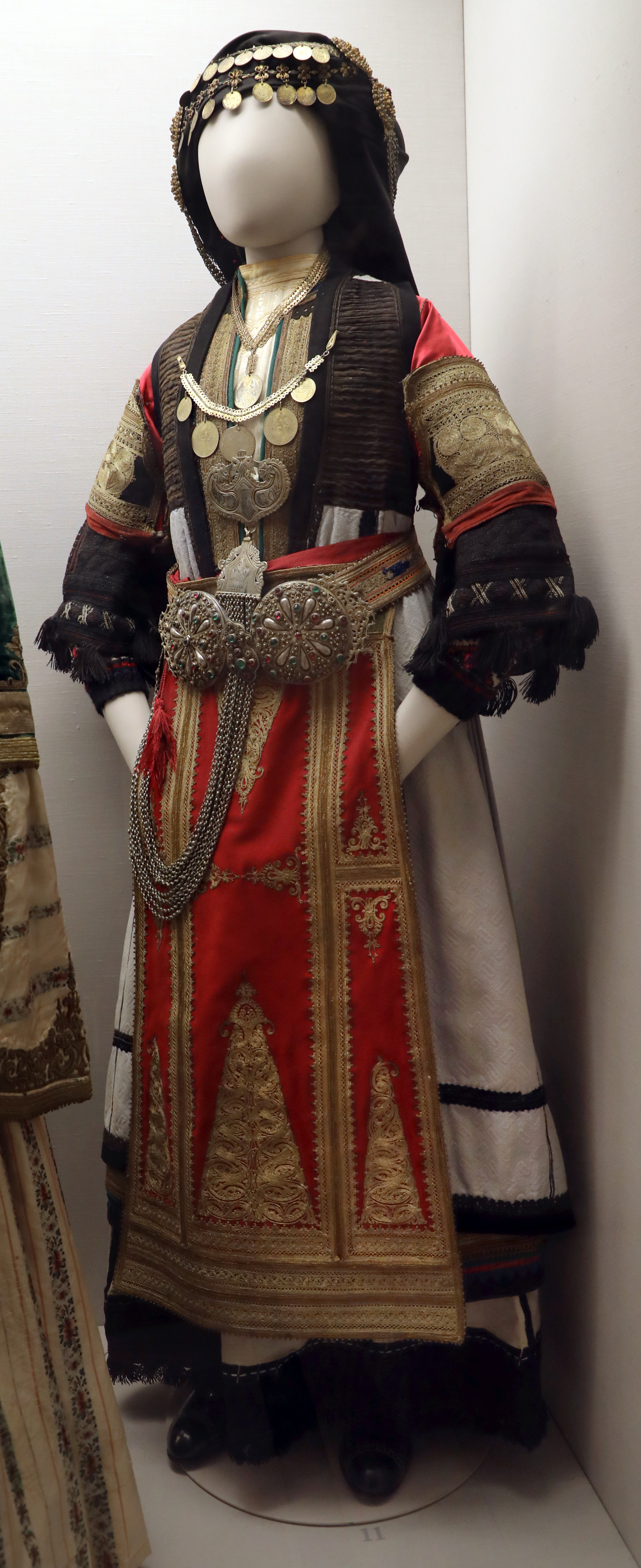
Женский карагунский костюм, экспозиция музея Бенаки

Одним из самых узнаваемых вариантов народного костюма данной области является одежда, носившаяся карагунами — представителями субэтнической группы греков доподлинно неясного происхождения (то ли собственно греки, то ли эллиннизированные арнауты или аромуны), занимающейся земледелием, и говорящей на архаичном диалекте новогреческого. Для него характерны яркие цвета. Народный костюм у данного этого субэтноса греков сохранялся очень долго: в быту женщины-карагунки носили его ещё в середине XX века.
Мужской карагунский костюм вполне типичным для континентальной Греции (а также имеет некоторое сходство с албанским). Мужчины носили так и фустанеллу, так и штаны белого цвета. Праздничный женский костюм, по названию субэтнической группы так и называется — карагуна. Он состоит из длинной рубахи, вышитой на манжетах широких рукавов (украшенных кистями), горловине, по подолу (украшенному бахромой) и по швам на низе и со внешней стороны рукавов; фанелл — шерстяных, а последствии вязаных митенок, надевавшихся под рубаху; одной или две саи — открытого спереди платья-кафтана без рукавов, с плиссированной нижней частью и вышивкой по подолу; шёлкового передника с вышивкой по подолу и иногда бахромы (по праздникам обеспеченные женщины и девушки надевали ещё один передник, обильно украшавшийся вышивкой тесьмой); пояса с металлической пряжкой; и короткой безрукавки, надевавшейся поверх саи, и украшавшейся вышивкой, за исключением прямоугольника на спинке. Праздничные рубахи, в отличие от повседневных, обладали более длинными бахромой и кистями на рукавах и обильнее украшены вышивкой. В номах Трикала и Кардица сая обладает лифом, по покрою напоминая сарафан; а сая сёл Мегала-Каливия и Айия-Кириаки очень пышная и плиссирована по всей нижней части. В окрестностях Паламаса и Софадеса по праздникам под саю носили тёмно-красный кафтан кавади, оторачивавшийся золотой тесьмой. В местах, где кавади не носили, к плечам безрукавки прикрепляли кавадоманики — ложные рукава, отдалённо напоминавшие рукава кавади. По особо важным случаям к кавадоманикам прикреплялись декоративные манжеты-маникулии, обильно украшавшиеся вышивкой тесьмой. Всего насчитывают три или четыре региональных варианта костюма-карагуны. Женский костюм, состоящий из отдельных элементов одежды, не сживавшихся вместе, а одевавшихся по отдельности, также характерен для албанского женского народного костюма типа джублеты, распространённого у скотоводов севера Албании.
На голове женщины носили белую льняную шапочку (позднее вытесненную искусственной косой из козьей шерсти), поверх которой повязывался чёрный платок, украшавшийся на одном углу вышивкой. Платок повязывался следующим образом: сначала он складывался по диагонали, затем оборачивался вокруг головы таким образом, чтобы украшенный вышивкой угол свисал сзади, а один конец продевался через другой, после чего платок закреплялся булавками. Старухи повязывали платок и вокруг шеи. Часто девушки и молодые женщины по праздникам носили на лбу подвески из монет, а на затылке — подвеску-копицу. Старухи подобных украшений на голове не носили. На ногах носили ботинки чёрного цвета из телячьей кожи.
Сейчас несколько упрощённый вариант карагуны носится участницами фольклорных ансамблей.

### Фокида
В городе Арахова, а также в окрестных городках (такие, как Десфина, Амфисса и современные Дельфы) и сёлах в начале XX века женщины носили нижние юбки, белые рубахи с длинными рукавами, опоясывавшиеся шерстяным поясом (греч. φκάς), поверх которых носили белые безрукавки-сигуни (греч. σιγκούνι) до талии, вышивавшиеся чёрной и красной тесьмой; и красный передник из бархата, вышивавшийся золотыми нитями, закреплявшийся выше талии, и подпоясывавшийся. На голове носили белое покрывало, украшавшееся кистями и бахромой. Пояса, подпоясывавшие рубахи, у девушек были красные, а у замужних — чёрные в полоску или однотонные. Украшениями служили жемчужные бусы, подвески из монет и пряжки на поясах. Считалось, что чем больше монет на подвеске было у незамужней девушки, тем больше будет приданого на свадьбе.
Мужской костюм является типичным для центральной Греции: мужчины-фокидяне носили рубахи с длинными свободными рукавами и фустанеллой до колен, опоясывавшиеся шёлковым сине-белым поясом или кожаным ремнём, войлочные безрукавку и куртку с длинными ложными рукавами, которые украшались шёлковой тесьмой и застёгивались на шёлковые же пуговицы. Головным убором служили фески (греч. πίλημα) с длинными кисточками и атласные шапочки (греч. καλπάκι), вышитые шёлковыми нитями. На ногах носили войлочные гетры (греч. τουζλούκια) из той же ткани, что и безрукавка; белые носки на подвязках (греч. γονατάρες) и царухи. Повседневные безрукавки и куртки были чёрными. Подвязки ткались на станке и были в виде полосок ткани: повседневные были чёрными, на них вышивались мотивы в виде лодок, рыб, птиц и т.п. На свадебных подвязках жениха вышивались его инициалы и дата свадьбы. И повседневные, и праздничные подвязки оканчивались кисточками. К концу XIX века фустанелла укоротилась и доходила выше колен, а рукава стали уже, появились манжеты. В быту стали носить более простую домотканую рубаху без фустанеллы в полоску, клетку, или из ткани коричневого, серого или синего цвета.

### Аттика

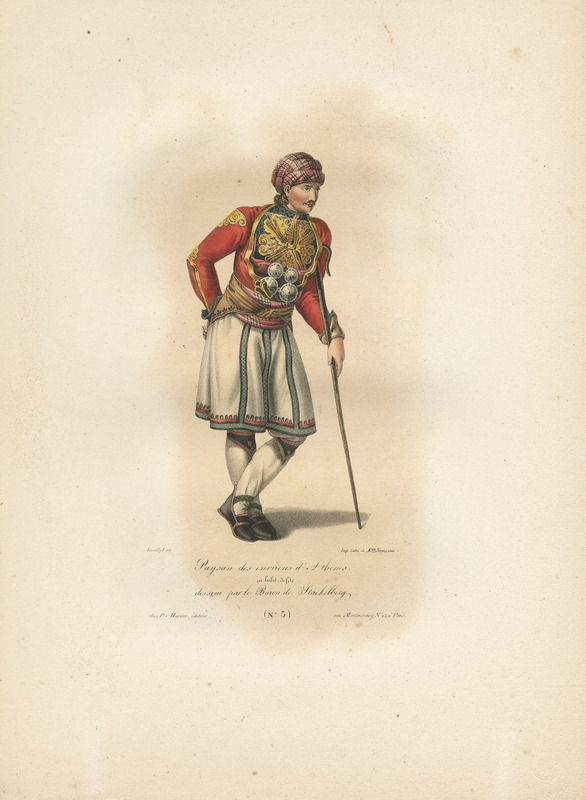
Крестьянин из окрестностей Афин в праздничном костюме, гравюра по рисунку Отто Штакельберга, 1828 г.

В конце XIX века русские путешественники так описывали одежду жителей Пирея — города-порта к юго-западу от Афин:

Одежда греков очень оригинальна; густые, чёрные кудри их покрыты фесом; узенький белый воротничок ложится на красный или голубой красиво расшитый камзол с висячими разрезными рукавами. Из-под нарядного камзола видна белая рубашка, стянутая у талии цветным кушаком; от него до колен спускается белая широкая фустанелла (юбка); но богато расшитый камзол не прямо ложится на рубашку, а поверх неё есть чёрный, бархатный, расшитый разноцветными шелками жилет. Ниже колен ноги затянуты в узкие гамаши (нечто вроде штиблет), пурпурно-красные или голубые, с синими кистями и шитьем, а ноги обуты в красные башмаки с узкими концами или в сандалии. Плащ из мохнатой козлиной кожи с висячими рукавами, а у богатых — голубое пальто с красным воротником служит им верхним платьем в суровое время года.— Е. Н. Водовозова. Жизнь европейских народов, т. I. СПб., 1875, стр. 209
Другой русский путешественник XIX века, Александр Милюков, в своих мемуарах, опубликованных в 1865 году, описывает одежду встреченного им на улице пожилого афинянина следующим образом: на нём были надеты узкая малиновая куртка (пегли), обильно вышитая золотом, фустанелла до колен, на плечи был накинут белый шерстяной плащ с шерстью наружу (Милюков называет его «мохнатым»), на швах обшитый красными нитями. Другой афинянин, слепой нищий, был одет в драную куртку, на голове по-молодецки была надета поношенная и полинявшая феска. Впоследствии, по дороге в Кифисью, Милюков останавливается в кофейне неподалёку от этого города, где его попутчик, переводчик Эвлампиос, предлагает познакомиться с настоящим, по его словам, клефтом. Владелец кофейни, кафедзи Васили, был одет в вышитую чёрным шнуром синюю куртку, фустанеллу, на голове была алая феска с голубой кистью.

### Коринфия
Милюков в своих воспоминаниях описывает, что останавливался в Лутракионе (в тексте — Лутраки). Увиденный им местный трактирщик, ксенодохос, был в фустанелле и феске, его волосы были распущены по плечам.

### Арголида
Женский костюм состоял из рубахи, манишки-нагрудника (греч. τραχηλιά), безрукавки-сигуни (греч. σιγκούνι), куртки, фартука. Появиться без безрукавки считалось неприличным. Опоясывались шерстяным красным (реже — чёрным) поясом. На голове повязывали платок, поверх которого, в свою очередь, оборачивали длинный и узкий белый плат из хлопчатобумажной ткани. На ногах носили царухи (для работы), покупные туфли и тапочки без каблука, часто расшитые.
Праздничный и свадебный женский костюм обильно украшался вышивкой в виде геометрических мотивов, считающейся одной из лучших во всей материковой Греции. Повседневный же костюм почти не имел вышивки. Для вышивки использовались шёлковые нити. Рубаха и фартук вышивались коричневыми и чёрными нитями, а кое-где вышивали то красным, то синим или жёлтым цветом. Манишка в горных поселениях вышивалась тёмно-коричневыми нитями, в то время как на равнине она вышивалась нитями ярких цветов.
В начале-середине XX века этот костюм был вытеснен комплектом из кофты и юбки, появилось нижнее бельё.

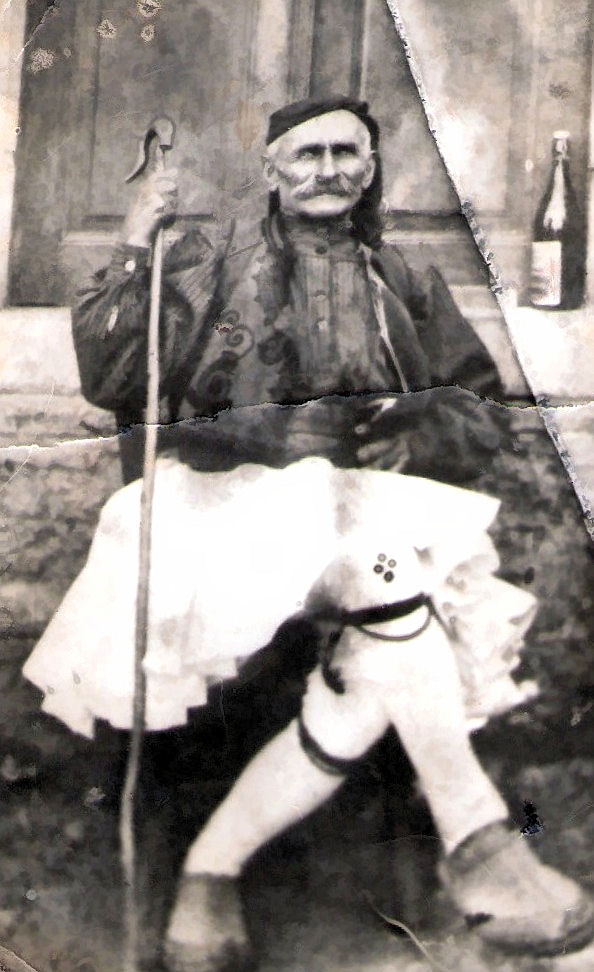
Аркадянин Йоргос Цулиос (Γεώργιος Τσιούλος), уроженец села Вервена (дим Северная Кинурия), 1920-е гг.

### Аркадия
В окрестностях Триполиса, например, в селе Нестани поверх белых рубахи и штанов носили рубахи с фустанеллой из клетчатой ткани белого, синего, темно-красного цветов. Подол фустанеллы доходил до середины бедра. Женщины носили белое платье (греч. ασπροφούστανο), украшенное вышивкой по подолу, и поверх которого надевали кофту (греч. μπόλκα). Сейчас традиционный костюм надевается жителями Нестани и окрестных сёл на праздник святого Георгия.

### Лаконика
В этой области на юго-востоке Пелопоннесского полуострова проживают цаконы — представители субэтнической группы греков, говорящие на архаичном и самобытном диалекте, практически непонятном остальным носителям греческого языка. В своё время цаконы, особенно жители «столицы» Цаконии, города Прастоса (ныне — село), были довольно зажиточными, а в османскую эпоху Прастосу были даны особые торговые привилегии.
Для женского праздничного цаконского костюма характерно преобладание красного и жёлтого цветов, а также отсутствием обильных украшений. Он состоял из белой рубахи (греч. όγκιουμα), платья (греч. βραχάνι), короткой куртки с широкими рукавами (греч. ζιπούνι) и надевавшегося на рубаху нагрудника (греч. στηθούρι). На плечи накидывали шёлковую шаль (греч. μαγλίκι), закреплявшуюся на золотую пряжку. Опоясывались поясом с серебряной пряжкой.
Мужчины носили белые рубаху и фустанеллу и чёрные или синие безрукавку и куртку с ложными рукавами. На голове и мужчины, и женщины носили фески.
Праздничный костюм замужних маниоток состоит из белой рубахи с длинными рукавами и вышитым подолом, чёрной куртки (не носившейся девушками), чёрной юбки с красной полосой (у незамужних девушек юбка была светло-синей), опоясанной красным кушаком, головным убором служил платок, под которым могли носить феску. Платок незамужних девушек был белым или жёлтым, у замужних женщин он был более тёмным.

### Ахея
В своих мемуарах Милюков вспоминает, что жители главного города Ахеи, Патр (в тексте Милюкова — Патрас) всё ещё носили традиционный костюм, в состав которого, в частности, входили белая фустанелла и алая феска с голубой кистью, в то же время женщины, подчёркивает Милюков, начинали носить французские платья, но вместе с тем традиционные нарукавники и фески с золотой кистью на голове.

### Крит

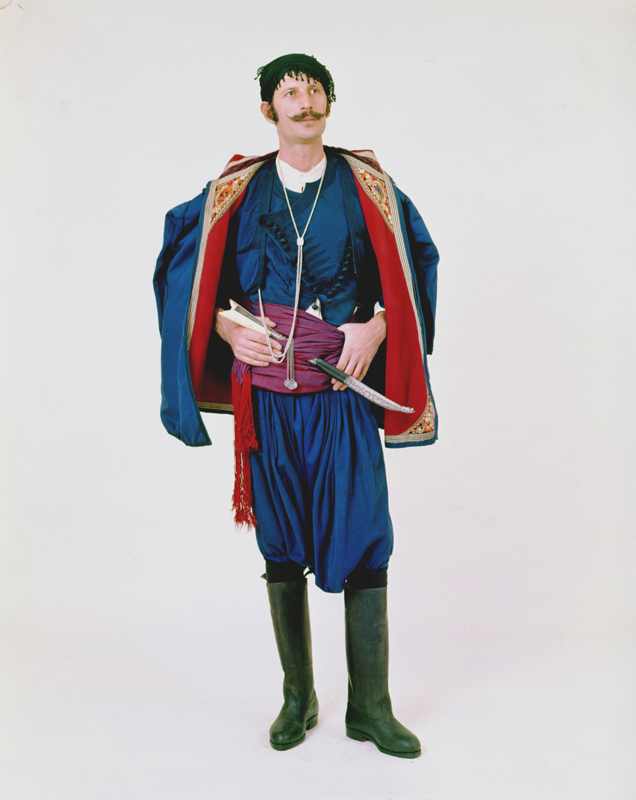
Мужской критский костюм, из коллекции Пелопоннесского музея фольклора им. Василеоса Пападониу (Нафплион)

В современном виде критский народный костюм оформился к XVI в. Из употребления он стал выходить в начале XX в., но в некоторых сёлах его упрощённый вариант в качестве повседневной одежды носится мужчинами и по сей день, в то время как женский достаточно быстро вышел из употребления.
Для критского костюма характерно преобладание синего и чёрного цветов. Мужчины-критяне носили белую или чёрную рубаху, чёрные или тёмно-синие шаровары-враки, подпоясывавшиеся красным кушаком (за него могло затыкаться оружие); безрукавки мейданогилеко и гилеки, тёмную суконную куртку (из толстого сукна у горцев и тонкого у жителей равнин) и изготовлявшиеся из двух кусков кожи сапоги-стивании с высокими голенищами, чёрные повседневные и белые праздничные. В стивании и заправлялись враки. На Крите, особенно на западе острова, до сих существует промысел изготовления стиваний. В XX века вошла практика ношения стиваний с брюками армейского покроя, существующая и по сей день. На голову повязывали вязаный плат-сарики (греч. σαρίκι, πέτσα) с бахромой и надевали феску с кистью (впрочем, сильно отличавшуюся от турецких фесок) и чёрную шапку, в холодную погоду носили шерстяную шапку. Сарики повязывался на феску и шапку. В период интербеллума феска вышла из употребления, и сарики стали повязывать непосредственно на голову. Появились сарики в конце XV века, в современном виде оформившись во второй четверти XX века в Центральном Крите. Как и в случае многочисленных складок на фустанелле, бахрома сарики имеет символическое значение: говорят, что большое количество узелков олицетворяет долгое турецкое владычество, а форма узелочков бахромы, напоминающих слёзы, символизирует скорбь за погибших в резне в монастыре Аркади, учинённой османскими войсками во время критского восстания 1866-1869 годов. Праздничный костюм обильно украшался вышивкой. Одежду горцев-критян путешественник и журналист Николай Лендер описывает следующим образом: широкие враки, куртка, отдалённо напоминающая фрак, на голове — «оригинальная» шапочка, затылок покрыт фатой наподобие дамской вуали (видимо, за фату Лендер принял сарики).
Всего выделяют три региональных варианта женского костюма Крита: сфакиани, носившийся женщинами Сфакьи, аногиани, носившийся в Анойи и оформившийся к середине XVII в., и вариант из окрестностей Крицы. Однако у всех этих вариантов есть и общие черты. Критянки носили рубаху, шаровары до лодыжек и такой же длины юбку, передник поверх юбки/шаровар, вельветовую безрукавку с широким вырезом, обильно украшенную вышивкой. На голове девушки носили коричневый или белый платок, а замужние женщины и вдовы — чёрный.

### Додеканес
Жительницы острова Родос носили поверх короткой белой рубахи, вышитой по горловине, подолу и на манжетах рукавов, сарафан (в сёлах Критиния, Эмпона и Мандрико чёрного, белого и иногда синего цвета, в то время как в деревне Сорони сарафан был исключительно белым; в Архангелосе сарафан изготовлялся из шёлковой ткани). Рабочий сарафан Критинии, Эмпоны и Мандрико (и аналогично сарафан старух) был однотонным и не имел каких-либо украшений, сарафан незамужних девушек и молодых женщин вышивался по вырезу, а к низу пришивались ленты. Поверх сарафана могли носить короткую куртку (в Сорони изготовлявшуюся из шёлка). Подпоясывались родосски поясом, сплетённым в технике «спрэнг». На ногах носили мягкие кожаные сапоги. В деревнях Аполлона, Сорони и Салакос женщины носили под рубахи шаровары, в Сорони и Архангелосе шаровары вышивались по низу штанин. В конце XIX века сначала в городах и близких к ним поселениях, а впоследствии - по всему Родосу народный костюм вытесняется комплектом кофты и длинной юбки, сшитых из ткани одной фактуры. Однако в селе Марица сохранялся костюм, сочетавший элементы традиционного: рубаха и сарафан, и городского костюма — наличие кофты и использование фабричных тканей.
Мужской костюм Додеканесских островов довольно однообразен: для него характерно ношение шаровар-врак.

### Саронические острова
Мужчины также носили враки, исключение составляли мужчины из Пороса, носившие фустанеллу.
Женский костюм Саламина отличается особой тщательностью: он обильно украшен золотным шитьём и вышивкой бисером. Женский костюм острова Идра состоит из белой рубахи, зелёной кофты и такого же цвета юбки с широкой красной полосой по подолу. Головным убором служит маленькая феска, поверх которого повязывается белый плат.

### Ионические острова

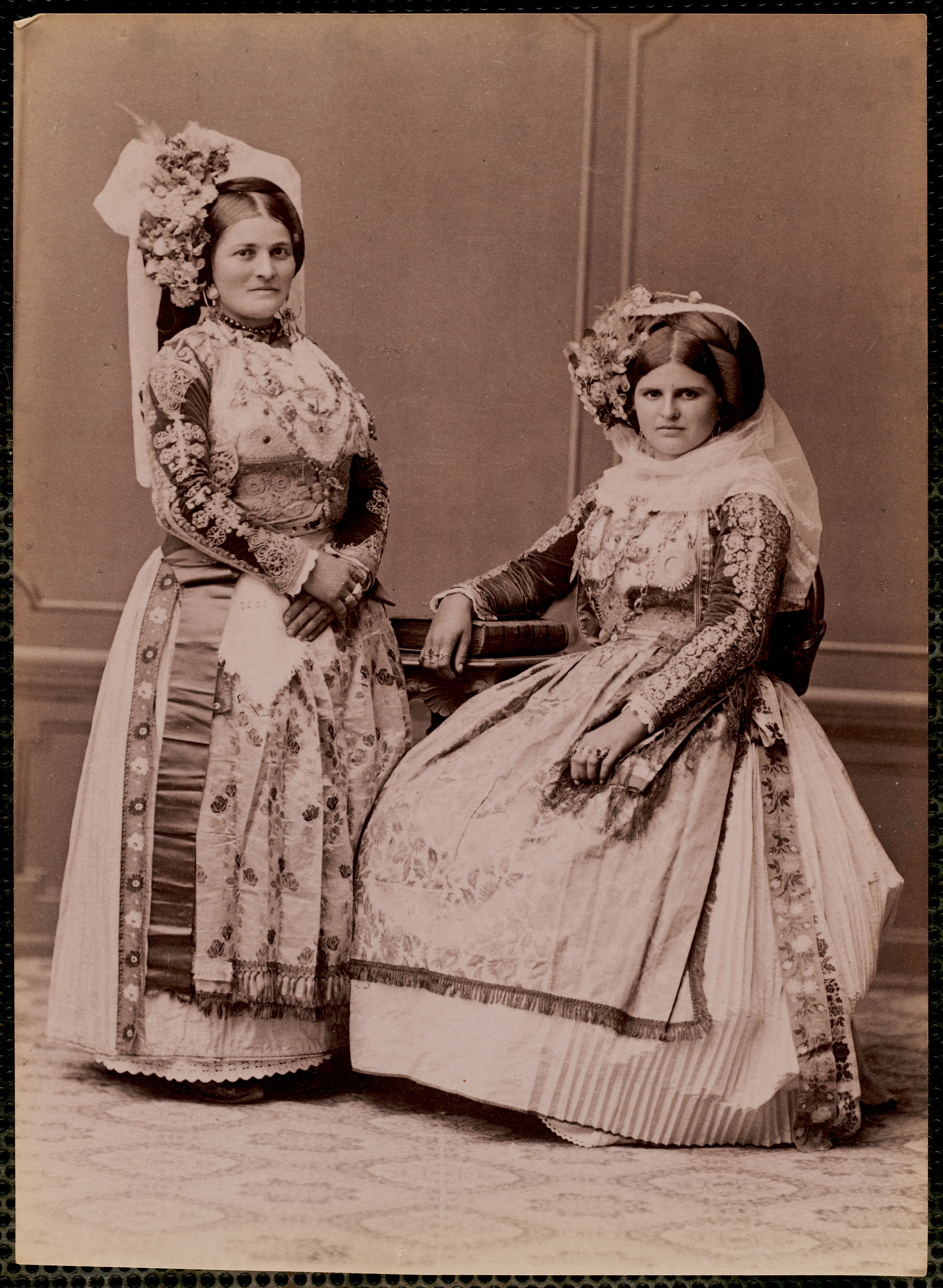
Корфиотки в народных костюмах, кон. XIX в.

В отличие от многих грекоязычных земель, этот архипелаг никогда не был под османским владычеством, будучи с XV века до 1797 года в составе Венецианской республики, а затем — независимым государством, присоединившимся к Греции в 1864 году. Ввиду этого на народный костюм сильное влияние оказала западноевропейская одежда, в отличие от ближневосточной.
Мужской костюм Керкиры (Корфу) состоит из белой рубахи, коротких, до колена, врак, опоясанных кушаком; и чёрной войлочной безрукавки, расшитой золотом. Обувью служили царухи, головным убором — феска, впоследствии — канотье. Милюков, будучи на Керкире, отметил, что греки-корфиоты были одеты в коленкоровые враки-«шальвары», алые и голубые куртки. Праздничный и свадебный женский костюм из области Лефкими на юге Керкиры состоит из белой рубахи и роскошной юбки, поверх которых повязывается передник (свадебный украшается разноцветными лентами по подолу), надевается куртка кондогуни, открытая спереди и расшитая золотом, талия опоясывается золотым поясом. Характерным головным убором является «ядема» — его, украшенного цветочным венком и белым платком из фатина или органзы, впервые надевали в день свадьбы.
Свадебный костюм острова Лефкады состоит из белой рубахи, шёлкового платья с длинными рукавами поверх неё, и набрасываемой на плечи шёлковой кремового или золотого цвета. Головным убором служит т.н. «тремола», состоящий из фески и фаты.

### Кипр
Костюм греков-киприотов мало отличался от костюма турок, главные различия заключались в более тёмной цветовой гамме (поскольку по законам Османской империи христианам не дозволялось носить яркую одежду, в отличие от мусульман), а также тем, что гречанки не закрывали лицо.
Киприотки-горожанки носили шаровары поверх рубахи или манишки (греч. τραχηλιά) со съёмными рукавами (греч. κατωμάνικα), парчовое или шёлковое платье фустани (греч. φουστάνι), и бархатный жакет-сарка (греч. σάρκα) с широкими рукавами, вышивавшийся золотыми нитями. На голове горожанки носили феску, а на ногах — туфли (греч. σκαρπίνια). Одежда селянок незначительно отличалась от городской по покрою, и в целом изготовлялась из более простых и доступных тканей.
Мужчины, и горожане, и селяне, повседневно носили чёрные враки (в то время как турки-киприоты носили синие враки) из хлопчатобумажной ткани вимитон, опоясывавшиеся широким шерстяным кушаком (греч. ζώνη). По праздникам греки-киприоты могли надевать враки синего и белого цветов. Разложенные враки по виду скорее напоминали юбку, для удерживания на поясе, они подвязывались шнуром. Помимо различий в цветовой гамме, существовали различия и в длине штанин — городские греки-киприоты предпочитали носить более длинные враки, в то время как турки-киприоты — более короткие. Из-за этого ткань доходила до пят и болталась при ходьбе, и горожане были вынуждены ходить медленно, а селяне сравнивали длинные враки с овечьим курдюком. Поверх врак и рубахи носили безрукавку-гилеко (греч. γιλέκο). У горожан безрукавка изготовлялась из вельвета и вышивалась шёлковыми нитями, а у сельских жителей — из более простых тканей, и могла быть одной фактуры с рубахой. Рубахи горожан изготовлялись из шёлка, по фактуре греческие и турецкие рубахи незначительно отличались. На рубаху и безрукавку надевалась войлочная куртка кондогуни (греч. κοντογούνι). В холодную погоду в сельской местности надевали тёплую меховую шубу (греч. καπόττος). На ногах носили кожаные сапоги и туфли. Сапоги делались без различия на правую и левую, а подошва из бычьей кожи подбивалась гвоздями. Головным убором служили фески, иногда обматывавшиеся платком.
В старину греки-киприоты держали за поясом оружие: ножи и пистолеты. После британской аннексии острова ношение оружия было запрещено.

### Костюмкаракачанов
Каракачаны — представители субэтнической группы в составе греческого народа, проживающего на севере Греции, пограничных с ней районах Албании, Северной Македонии, Болгарии и частично в Пелопоннесе. До середины XX века каракачаны вели полукочевой образ жизни, занимаясь скотоводством. Для каракачанского костюма характерно преобладание чёрно-белых оттенков и геометрического орнамента.
Мужчины-каракачаны носили фустанеллу. Женщины носили белую рубаху, украшенную на рукавах чёрной вышивкой крестиком (встречаются экземпляры с вышивкой, использующей красный и зелёный цвет), плиссированную юбку-фустани тёмных цветов, опоясывавшуюся расширявшимся книзу поясом, застёгивавшимся сбоку; безрукавки; передника, украшавшегося тесьмой и галунами в прямоугольнике посередине и расширявшемся книзу; и маникий — съёмных шерстяных рукавов, носившихся на предплечьях. Довольно поздно в каракачанский женский костюм проникла вязаная манишка с ажурным воротом, в Греции ворот, увеличившийся в размерах, украшают лентами; а в Болгарии манишка приобрела форму нагрудника, также украшающегося лентами, а помимо них и блёстками. На ногах носили шерстяные или вязаные гетры-наголенники и носки до щиколоток. Это позволяло каракачанкам согревать ноги, при этом оставаясь босиком. Поверх носок одевали царухи. На голове носили большой чёрный плат. Украшения, как правило, были серебряными.

### Костюмпонтийских греков

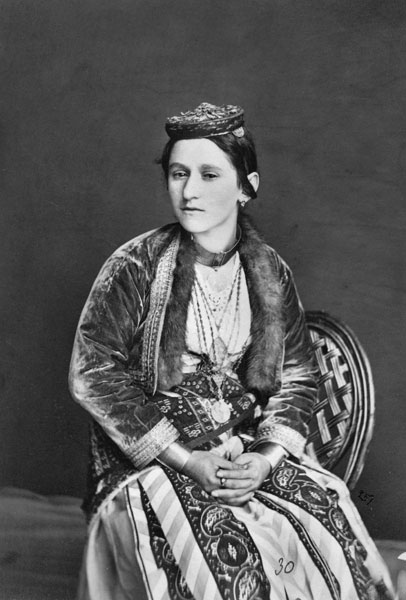
Гречанка из Трапезунда в нарядной одежде с вышивкой и мехом. Фотография Дмитрия Ермакова, 1881 год

Для понтийского костюма характерно преобладание чёрного цвета. Мужчины носили льняную рубаху, обтягивающие голень узкие шаровары зипка (греч. ζίπκα) с широким шагом, короткую суконную куртку (греч. γελεκ), сапоги и царухи-черохи с ноговицами. Головным убором служил башлык (греч. πασλουκ), повязанный на манер тюрбана. В целом на костюм понтийских греков, как и на костюм всех этнических групп Понта, повлиял костюм лазов — картвельского народа, проживающего на северо-востоке Турции и близкородственного грузинам. Традиционный костюм вышел из употребления на селе в 1890-х годах-начале XX века, а среди горожан — ещё раньше. Он, как правило, носился молодёжью и мужчинами средних лет. Облик понтийского повстанца в народном костюме, перевязанном патронташем, во время Первой Мировой войны стал своего рода символом национально-освободительного движения понтийцев (однако так же были облачены армяне-амшенцы и турки-ополченцы из отрядов Мустафы Кемаля, будущего Ататюрка).
Элементы женского понтийского костюма присутствуют также и в костюме понтийских армянок. Нательной одеждой служили белые льняная рубаха (греч. καμις) и нижние шаровары-подштанники из льна или хлопчатобумажной ткани с подвязками на штанинах (греч. το βρακιν, αντζοφορ, λωμμαν). На них надевали нагрудник/блузку (греч. το σπαλέρ), завязывавшийся на спине двумя шнурками; длинное платье-зупу́на (греч. η ζουπουνα, εντερη) ярких цветов из шёлка или хлопка; широкие верхние шаровары (греч. σαλβαρ, σαρβαλ) из шерсти, фланеля, хлопка и шёлка; короткая курточка из сукна или бархата на подкладке; передник (греч. η φοτα) с вертикальными/горизонтальными полосами поверх платья; суконный фартук (греч. το πασταμπαλ), как правило светло-вишнёвого цвета; и задний фартук (греч. η κοκνετσα) из коричневой шерстяной ткани, завязывавшийся спереди. На поясницу наматывали шали (греч. το ζωναρ) из домотканой шерстяной ткани или привозных тканей: шёлка, хлопка, шерсти. Платье обладало разрезами по бокам, широкими разрезными рукавами или вовсе без рукавов, широким воротом и вышивалось золотыми нитями. Пожилые женщины носили платье на ватной подкладке. Молодые женщины носили куртку, подбитую волчьим мехом. На голове носили платки и покрывала, а девушки носили тюбетейку-таплу (греч. η ταπλα), обтянутую голубой или бордовой тканью, вышитую чёрными нитями и украшавшуюся золотыми или серебряными монетами. На венчание невеста надевала плат (греч. το πουλλουν, πουρλουν) из тонкой ткани красного или зелёного цвета.
Цалкинцы, проживающие в Грузии, в отличие от других греков Причерноморья, носили фустанеллу, женский цалкинский костюм также испытал армянское влияние.

### Костюмприазовских греков
Изначально, после переселения греков из Крыма на Приазовье, народный костюм был весьма близок к крымскотатарскому.
К середине XIX века мужской костюм состоял из льняной туникообразной рубахи (румейский пукамус, урум. кёлек), шерстяных шаровар-врак, подпоясывавшимися широким полосатым поясом; безрукавки-елека и двубортной куртки (румейский куртиц, урум. хавтан). На голове носили круглую или усечённо-коническую шапочку. Женщины также носили туникообразную рубаху, поверх которой одевали тёмное платье с рукавами и клиньями от талии и фартук, вышивавшийся геометрическим орнаментом, а позднее также украшавшийся кружевом. Женская рубаха обладала невысоким стоячим воротником и вышивалась по вороту, подолу и рукавам. Вышивали преимущественно нитями с преобладавшими коричневыми и золотыми тонами, использовался растительный орнамент — вазоны и ветки с цветами. Замужние приазовские гречанки носили перифтар, белый шёлковый плат. Перифтар носился на голове следующим образом - один конец крепился на макушке и оборачивался вокруг шеи, а другой спускался на спину, на талии прикрепляясь заколкой. Под подбородком перифтар скреплялся облегающей щёки лентой (ханяр), доходившей до висок, где и закреплялась, и обильно расшитой жемчугом, стеклярусом и золотным шитьём. Перифтар передавался по наследству от матери к дочери или от свекрови к невестке, в первый год замужества его носили повседневно, а затем — по праздникам. На свадьбе невесты носили пояса с серебряными пряжками-пафтами.
Общей верхней праздничной одеждой и мужчин, и женщин, служил шёлковый халат из светло-жёлтой полосатой ткани.
На ногах мужчины носили царухи, женщины — мягкие кожаные туфли-папучи.